# Gun Tvilling
Gun Maj-Britt Ingegärd Tvilling, född Rousk den 24 augusti 1930, död den 19 oktober 2023 i Kungsängen, var en tidigare svensk landslagsspelare i handboll.

## Klubblagskarriär
Gun Tvilling började spela i Minnebergs IK 1947. År 1949 kom hon till Stockholmsklubben Kvinnliga Sportklubben Artemis och spelade där under resten av sin karriär. Förutom handboll spelade hon bandy och var med i friidrotten.

## Landslagskarriär
Enligt den gamla statistiken spelade Gun Tvilling 20 landskamper åren 1951 till 1959. Flertalet spelades utomhus och finns inte med i den nya statistiken. Enligt den nya statistiken spelade hon 7 inomhuslandskamper varav två vanns och 5 förlorades. Hon stod för sex mål inomhus. Hon debuterade 25 februari 1951 inomhus mot Danmark i Karlskrona och spelade sista landskampen inne mot Östtyskland den 18 januari 1959. Förutom NM spelade hon i första VM-turneringen för damer 1957.

## Personligt
Gun Tvillings syster Siv Rousk spelade också handboll i Kvinnliga SK Artemis.